# 국민해방전선 (알제리)
국민해방전선(아랍어: جبهة التحرير الوطني, 프랑스어: Front de Libération Nationale, 약칭 FLN)은 알제리의 민족주의 정당이다. 1954년 민주자유승리운동에서 분리되어 설립되었으며, 1962년 알제리 전쟁에서 승리한 이후 모든 권력을 장악하였다. 1992년 알제리에 다당제가 도입된 이후에도 대부분의 선거에서 승리하였다.

## 같이 보기
- 알제리 독립 전쟁
- 알제 전투
- 페르하트 아바스
- 아메드 벤 벨라
- 우아리 부메디엔
- 차들리 벤제디드
- 압델라지즈 부테플리카